# بيتر لو (فيزيائي)
بيتر لو (بالإنجليزية: Peter Lu)‏ هو فيزيائي أمريكي، ولد في 1978 في كليفلاند في الولايات المتحدة.